# Kenza Lacheb
 Kenza Lacheb, née le 13 juillet 1998 à Sallanches, est une  skieuse alpine française.

## Biographie
Elle commence la compétition au Ski Club des Houches puis fin 2008, elle rejoint le Ski Club de Combloux. En 2013, elle accède au Comité de ski du Mont-Blanc. En 2015 elle prend la 3e place des championnats de France U18 (moins de 18 ans) de slalom à Serre-Chevalier.
En janvier 2016, elle dispute sa première épreuve de Coupe d'Europe dans le slalom de Zinal. En février 2016 elle dispute les jeux olympiques de la jeunesse à Lillehammer où elle prend la 11e place du slalom et la 12e du super G. Elle monte à nouveau sur le podium des championnats de France U18 en mars 2016 en terminant 3e de la descente aux Menuires. 
En février 2019, elle marque ses premiers points en Coupe d'Europe avec une 17e place dans le slalom parallèle de Tignes. En mars 2019, elle dispute les Universiades où elle termine 5e du slalom . En juin de la même année elle rejoint le team privé Orsatus, avec Joël Chenal comme entraîneur. Elle réalise son premier top-10 en Coupe d'Europe en prenant une excellente 7e place dans le slalom de Reiteralm. 
Elle intègre l'équipe de France B à partir de la saison 2021-2022. Le 9 janvier 2022, elle obtient sa première sélection pour une épreuve de Coupe du monde sur le slalom de Kranjska Gora.  D'entrée  elle réussit à se qualifier pour la seconde manche et elle termine à une remarquable 27e place finale. En mars elle prend une nouvelle 7e place en slalom de Coupe d'Europe sur la finale de Soldeu et termine 20e du classement général de la Coupe d'Europe de slalom.
Sur la saison 2022-2023 elle obtient son meilleur résultat de l'année en coupe d'Europe en se classant 11e fin janvier dans le second slalom de Vaujany. Fin février, elle remporte le slalom du Ski Chrono Samse Tour au Sauze. Elle termine au 24e rang de la Coupe d'Europe de slalom après avoir marqué des points dans 9 des 10 courses du calendrier.
Après avoir disputé les championnats de France aux Orres (7e du slalom), elle met fin à sa carrière sportive, "heureuse et apaisée".

Elle est étudiante à l'Université de Grenoble en Licence de Sciences sociales.

## Palmarès

### Coupe du monde
4 slaloms disputés 
- Meilleur classement général : 121e en 2022 avec 4 points.
- Meilleur classement de slalom : 53e en 2022 avec 4 points

- Meilleur résultat sur une épreuve de coupe du monde de slalom: 27e à Kranjska Gora le 9 janvier 2022.

#### Classements
| Saison / Épreuve | Saison / Épreuve | Général | Général | Descente | Descente | Super G | Super G | Géant  | Géant  | Slalom | Slalom | Combiné | Combiné |
| ---------------- | ---------------- | ------- | ------- | -------- | -------- | ------- | ------- | ------ | ------ | ------ | ------ | ------- | ------- |
| Saison / Épreuve | Saison / Épreuve | Class.  | Points  | Class.   | Points   | Class.  | Points  | Class. | Points | Class. | Points | Class.  | Points  |
| 2022             | 2022             | 121e    | 4       | -        | -        | -       | -       | -      | -      | 53e    | 4      | -       | -       |

### Coupe d'Europe
2 tops-10 :
- 7e sur le slalom de Reiteralm en mars 2021
- 7e sur le slalom de Soldeu en mars 2022

43 épreuves disputées

#### Classements
| Saison / Épreuve | Saison / Épreuve | Général | Général | Descente | Descente | Super G | Super G | Géant  | Géant  | Slalom | Slalom | Combiné | Combiné |
| ---------------- | ---------------- | ------- | ------- | -------- | -------- | ------- | ------- | ------ | ------ | ------ | ------ | ------- | ------- |
| Saison / Épreuve | Saison / Épreuve | Class.  | Points  | Class.   | Points   | Class.  | Points  | Class. | Points | Class. | Points | Class.  | Points  |
| 2019             | 2019             | 168e    | 8       | -        | -        | -       | -       | -      | -      | 72e    | 8      | -       | -       |
| 2020             | 2020             | 152e    | 11      | -        | -        | -       | -       | -      | -      | 61e    | 11     | -       | -       |
| 2021             | 2021             | 93e     | 46      | -        | -        | -       | -       | -      | -      | 39e    | 46     | -       | -       |
| 2022             | 2022             | 65e     | 122     | -        | -        | -       | -       | -      | -      | 20e    | 122    | -       | -       |
| 2023             | 2023             | 76e     | 101     | -        | -        | -       | -       | -      | -      | 24e    | 101    | -       | -       |

### Jeux olympiques de la jeunesse d'hiver
| Édition/Epreuve      | Super G | Géant | Slalom | Super-Combiné | Équipe |
| JOJ 2016 Lillehammer | 12e     | 17e   | 11e    | Abandon       | 9e     |

### Universiade
| Épreuve / Édition                       | Descente | Super G | Slalom géant | Slalom | Combiné | Team event |
| Universiade d'hiver de 2019 Krasnoïarsk | -        | 33e     | 9e           | 5e     | Abandon | 5e         |

### Championnats de France

#### Élite
| Édition / Epreuve                                        | Descente | Super-G | Slalom géant | Slalom  | Super combiné | Parallèle |
| -------------------------------------------------------- | -------- | ------- | ------------ | ------- | ------------- | --------- |
| Championnats 2018 Châtel                                 | -        | -       | 24e          | 13e     | -             | -         |
| Championnats 2019 Auron                                  | -        | 14e     | 25e          | 11e     | -             | -         |
| Championnats 2021 Châtel / Saint-Jean-d'Aulps / Les Gets | -        | -       | 20e          | 6e      | -             | -         |
| Championnats 2022 Auron                                  | -        | -       | 15e          | Abandon | -             | 9e        |
| Championnats 2023 Les Orres                              | -        | -       | 16e          | 7e      | -             | -         |

#### Jeunes
2 podiums 
U18 (moins de 18 ans) :
- 2015 : 3e des championnats de France de slalom à Serre-Chevalier
- 2016 : 3e des championnats de France de descente aux Menuires